# Aero Fighters
Aero Fighters (conhecido como Sonic Wings no Japão) é um jogo eletrônico do gênero shoot 'em up com rolagem vertical, lançado em 1992 pela fabricante japonesa de jogos eletrônicos Video System.

## Jogabilidade
No comando de aviões militares representantes de várias nacionalidades, o jogador deve lutar contra as forças inimigas ao longo de diversas fases. Cada avião tem seus pontos fortes e fracos como velocidade e artilharia. A potência do ataque pode ser aumentada através de power-ups que aparecem após destruir alguns inimigos. Existe também um ataque especial que destrói todos os inimigos da tela, porém só pode ser usado um número limitado de vezes.

## Desenvolvimento
A maioria da equipe que trabalhou em Aero Fighters criou também Strikers 1945, jogo do gênero shoot'em up com características similares lançado em 1995 pela fabricante japonesa Psikyo, e mais alguns outros jogos deste gênero para outros consoles.

### Gráficos e trilha sonora
Graficamente Aero Fighters é bem bonito, com cenários ricos em detalhes e bem variados, com cores na medida certa. A aventura acontece em cenários que vão de cidades a desertos, e até mesmo no espaço sideral. Os desenhos dos aviões, tanto dos heróis quanto dos inimigos, foram muito bem feitos.
Os efeitos sonoros são bem básicos, mas cumprem bem seu papel. A trilha sonora conta com temas que variam de acordo com o tipo de cenário, e que transmitem bem o clima do jogo. Os temas dos chefes são bem tensos e agitados, e o tema da última fase é sombrio.

### Estágios
O jogo é composto por 8 fases. Os estágios iniciais consistem em áreas escolhidas ao acaso, entre as nações dos lutadores não selecionados (assumindo que os lutadores têm nações). Se Rabio ou Lepus for escolhido, todas as 4 fases de nações rivais se tornam jogáveis. Depois de completar todas as fases nas nações rivais, há mais 4 estágios.
Além de obstáculos naturais e urbanos atingíveis, os inimigos compreendem uma gama de armas e veículos militares como helicópteros, caças, canhões em terra, navios e tanques, assim também como naves alienígenas e até um gorila voador (último chefe). O grande número de inimigos e de tiros vindo em sua direção exige uma boa concentração e reflexos rápidos do jogador, tanto em esquiva quanto no uso consciente dos ataques especiais.

### Personagens
O jogo permite escolher com qual personagem jogar, podendo selecionar entre 4 países; cada um com seu respectivo representante e seus tipos de tiros e poderes. Um jogador só pode escolher um lutador do lado respectivo. Em um jogo com 2 jogadores, o jogador que começa o jogo determina a nação à disposição de ambos os lutadores, até que o jogo termine.
São eles:
| Nação                     | Player 1                          | Player 2                            |
| ------------------------- | --------------------------------- | ----------------------------------- |
| Estados Unidos da América | Blaster Keaton (F/A-18 Hornet)    | Keith Bishop (F-14 Tomcat)          |
| Japão                     | Hien (FSX)                        | Mao Mao (F-15 Eagle)                |
| Suécia                    | Kohful The Viking (AJ-37)         | Tee-Bee 10 (JAS 39 Gripen)          |
| Reino Unido               | Lord River N. White (Tornado IDS) | Villiam Syd Pride (AV-8 Harrier II) |
| ?                         | Rabio (red rabbit)                | Lepus (green rabbit)                |

Cada modelo de avião no jogo tem suas características próprias e seus poderes especiais. De início, cada avião começa com sua artilharia básica, mas no decorrer das fases pode ir melhorando seu poder de fogo com upgrades, até se tornarem em armas poderosas de guerra. Os ataques especiais de cada avião são bem variados, e pode ser desde uma enorme rajada laser até o poder de paralisar o tempo por alguns segundos.

### Elenco e equipe técnica responsável
Elenco: Shin Nakamura, Ogawa Hyone, Armored Cruiser, Wataru Yamazaki, Alice Itoh, Tako Bekku, Neko ikeda, Hikihara, Manbow, H. Motono, K. Yamamotoya, H. Hino, You-Chan, M. Tsukada, Kazzo, Y. Fukuda, Y. Nakanishi, Naoki Itamura, Masato Arikawa, Soushi Hosoi, M. Sakakibara e Hironobu Urata.

## Versões
Além da versão para fliperama (Arcade), Aero Fighters teve ainda versões para Super Nintendo (SNES) e PlayStation (PS1). A versão para PlayStation 2 (PS2) foi lançada apenas no Japão como Oretachi Geasen Zoku Sono 6 - Sonic Wings em 2005, e faz parte de uma coleção de jogos arcade emulados para rodar no console.

### Versão SNES
Em 1994 o jogo foi lançado para SNES. A versão acrescenta ataques ocultos aos chefes (não encontrados nas outras versões) e o modo Time-Attack, além de 2 jogadores extras, Rabio e Lepus. Esta versão foi lançada em quantidades limitadas fora do Japão, e é um dos cartuchos para o Super NES mais raros de serem encontrados.
A versão japonesa não usa texto em Kanji, como na versão arcade.

## Continuações
Aero Fighters recebeu duas continuações para Neo Geo: Aero Fighters 2 e Aero Fighters 3. Uma versão reunindo elementos dos três primeiros jogos foi lançada para Arcade como Sonic Wings Limited e para PlayStation e Sega Saturn como Sonic Wings Special. Em 1997 foi lançada uma versão em 3D para Nintendo 64, chamada Aero Fighters Assault nos Estados Unidos (Sonic Wings Assault no Japão).

## Jogos da sérieAero Fighters (Sonic Wings)
1. Aero Fighters (1992, Arcade).

2. Aero Fighters 2 (1994, Neo Geo CD).

3. Aero Fighters 3 (1995, Neo Geo CD).

4. Sonic Wings Limited (1996, Arcade).

5. Sonic Wings Special (1996, Sega Saturn, PlayStation); versão ligeiramente diferente de Sonic Wings Limited para consoles caseiros.

6. Aero Fighters Assault (1997, Nintendo 64).